# Leonid Grossman
Pour les articles homonymes, voir Grossman.
Leonid Petrovitch Grossman (en russe : Леони́д Петро́вич Гро́ссман), né à Odessa, dans l'Empire russe, en 1888, mort à Moscou en 1965, est un écrivain russe et soviétique.
Il fut d'abord étudiant en droit à l'Université d'Odessa avant de ce tourner vers la littérature. Il étudiait à la Sorbonne avant la Révolution russe de 1917.
En 1924, il publie Confessions d'un juif qui expose la correspondance que Fiodor Dostoïevski a eu en 1877 avec le journaliste Arkadi Grigorievitch Kovner, juif alors déporté en Sibérie pour quatre ans ayant commis une escroquerie bancaire afin de secourir une jeune fille malade. En 1925, parait son étude de la construction littéraire des romans de Dostoïevski La poétique de Dostoïevski éditée par l'Académie nationale des sciences littéraires et artistiques. Il se penche également, à travers ses œuvres (L'Idiot, Les Frères Karamazov), sur sa conception de Dieu, évoquant sa tendance panthéique si ce n'est matérialiste, contredisant en cela notamment l'avis d'Oreste Miller, l'un des premiers chroniqueurs de l'écrivain. On lui doit aussi la première édition des Réminiscences d'Anna Dostoïevskaïa (1925). 
En 1929, il publie Les Mémoires de D'Archiac. Chronique pétersbourgeoise de l'année 1836, qui relate le duel fatal entre Alexandre Pouchkine et Georges d'Anthès vu par le témoin de ce dernier.
En 1932, il publie Roulettenbourg, sur le joueur compulsif qu'a été Dostoïevski. 
En 1933, il écrit Le Dictateur à main de velours.
Il est également l'auteur d'une biographie de Fiodor Dostoïevski en 1962, dont il dirigea l’édition des œuvres complètes en dix volumes, parue seulement en 1956, pendant la déstalinisation.
Il est enterré au cimetière de la Présentation (Moscou).

## Traduction française
: document utilisé comme source pour la rédaction de cet article.
- Leonid Grossman (trad. Michèle Kahn, préf. Michel Parfenov), Dostoïevski, Paris, Parangon, coll. « Biographies », 2003, 520 p. (ISBN 2-84190-096-7)